# Pentatlón moderno en los Juegos Suramericanos de 2014 - Individuales Femenino
La prueba de Individuales Femenino de pentatlón moderno en Santiago 2014 se llevó a cabo el 8 de marzo de 2014 en la Escuela Militar, ubicada en Las Condes, Santiago. La prueba constó de 4 pruebas: esgrima en modalidad espada, 200 metros libres de natación, prueba de salto equitación y la prueba combinada de Tiro Olímpico (pistola láser 10 m) y 3200 metros de pedestrismo. Participaron en la prueba 15 atletas.

## Resultados
| Rank              | Atleta              | Esgrima V-D (pts) | Natación Tiempo (pts) | Equitación Tiempo (pts) | Combinada Tiempo (pts) | Total |
| ----------------- | ------------------- | ----------------- | --------------------- | ----------------------- | ---------------------- | ----- |
| Medalla de oro    | Yane Campos         | 23-5 (274)        | 2:15.60 (294)         | 75.00 (300)             | 13:24.51 (496)         | 1364  |
| Medalla de plata  | Javiera Rosas       | 23-5 (274)        | 2:21.53 (276)         | 78.00 (299)             | 14:01.33 (459)         | 1308  |
| Medalla de bronce | Priscila Santana    | 11-17 (178)       | 2:16.53 (291)         | 81.00 (296)             | 13:06.28 (514)         | 1279  |
| 4                 | Ayelén Zapata       | 18-10 (234)       | 2:33.22 (241)         | 96.00 (271)             | 13:03.39 (517)         | 1263  |
| 5                 | Pamela Zapata       | 17-11 (226)       | 2:23.19 (271)         | 79.00 (298)             | 14:21.16 (439)         | 1234  |
| 6                 | Larissa Tiburcio    | 16-12 (218)       | 2:20.22 (280)         | 85.00 (285)             | 14:21.39 (439)         | 1222  |
| 7                 | Ailén Cisneros      | 15-13 (210)       | 2:32.15 (244)         | 72.00 (300)             | 14:56.07 (404)         | 1158  |
| 8                 | Francisca Véliz     | 15-13 (210)       | 2:46.62 (201)         | 78.00 (299)             | 15:30.21 (370)         | 1080  |
| 9                 | Rosario de la Cerda | 9-19 (162)        | 2:33.22 (241)         | 73.00 (293)             | 15:16.51 (384)         | 1080  |
| 10                | Yolanda Sulbarán    | 16-12 (218)       | 2:24.03 (268)         | EL (EL)                 | 17:06.94 (274)         | 760   |
| 11                | Graciela Giscombe   | 8-20 (154)        | 2:41.54 (216)         | EL (EL)                 | 16:25.92 (315)         | 685   |
| 12                | Cindy Merizalde     | 11-17 (178)       | 2:49.19 (193)         | EL (EL)                 | 16:31.82 (309)         | 680   |
| 13                | Evelyn NG           | 6-22 (138)        | 2:34.43 (237)         | EL (EL)                 | 16:53.49 (287)         | 662   |
| 14                | Natalia Correa      | 12-16 (186)       | 3:47.49 (18)          | EL (EL)                 | 18:32.39 (188)         | 392   |
| 15                | Jenifer Delgado     | 6-22 (138)        | 4:01.35 (0)           | EL (EL)                 | 18:51.07 (169)         | 307   |